# پراجمالین
پراجمالین (انگلیسی: Prajmaline) نوعی داروی ضدآریتمی کلاس Ia است که از دهه ۱۹۷۰ در دسترس بوده و در واقع مشتق نیمه صناعی (نیمه سنتتیک) آجمالین است, اما فراهمی زیستی آن از آجمالین بیشتر است.